# Énergie électrique du littoral méditerranéen
Énergie électrique du littoral méditerranéen (EELM) était le plus gros producteur d'électricité en 1919 en France grâce à de nombreux barrages, dont la centrale de Ventavon construite en 1916. Son réseau a contribué à l'aménagement hydroélectrique Durance-Verdon.

## Histoire

### Les fondateurs
La société est constituée sous forme de société anonyme le 7 juin 1900 par convention entre Thomson-Houston Electric Company et le Groupe Giros-Loucheur, future Société des Grands travaux de Marseille, avec un siège à Paris et une direction régionale à Marseille. D’abord de 4 millions de francs dont la moitié apportée par la Thomson-Houston Electric Company, son capital est successivement porté à 8, à 16, puis finalement à 32 millions de francs en 1906. La société est dirigée dès 1902 par Gabriel Cordier (1865-1934), président de la Chambre syndicale des Forces hydrauliques depuis 1900 et elle est entrée en Bourse en 1904. 
En 1905, le groupe crée un filiale, la société Sud-Électrique, société anonyme au capital de 15 millions de francs. 
Pour ses développements, Gabriel Cordier a embauché Adrien Palaz, ingénieur suisse et professeur d'électricité industrielle. Avec ce dernier, il créera aussi en 1906 une autre société à Paris et Bordeaux l'Énergie électrique du Sud-Ouest, qui exploite le même modèle économique : de l'énergie hydroélectrique à bon marché, en lien avec les producteurs de matériels et les entrepreneurs de grands travaux.

### Les débuts dans le Verdon et les Alpes-Maritimes
L'usage de l'hydroélectricité était ancien dans les Alpes-Maritimes : Joseph Mottet, un ferblantier installé à Saint-Martin-Vésubie, alimente dans les années 1890 son atelier par une génératrice à courant continu de 50 kW, sous une chute de 30 mètres, puis vend son surplus d’énergie à Saint-Martin-Vésubie, devenue en 1893 la deuxième commune rurale de France, après La Roche-sur-Foron, à bénéficier d’un éclairage public à l’électricité. Une demande importante d’électricité vient aussi des Compagnies de tramway à Nice, sur la Riviera, tandis que l’industrie chimique travaillant pour l’Armée fut également l’une des premières utilisatrices.
- Dès 1900, la société comme par louer une chute située dans les spectaculaires gorges de la Mescla, en schiste rouge, dans lesquelles seront installées l'usine de La Mescla, qui turbine les eaux provenant d'une prise sur le Var et l'usine de Plan du Var, qui utilise un canal de fuite de l'usine de La Mescla, à l'amont. Le site était exploité depuis 1898[6] par la Société des forces motrices des Alpes Maritimes d'Alexandre Durandy, sur le Var au niveau de Malaussène[7]. Elle alimente Nice en énergie grâce à la première ligne à haute tension des Alpes-Maritimes, sur une trentaine de kilomètres. Le nombre des abonnés à l'électricité augmente, passant de 400 à Nice en 1900 à 7 209 en 1914[8]. Quand le débit des cours d'eau se réduit et menace la production, les usines à vapeur niçoises de Risso, Sainte-Agathe et Beausoleil prennent le relais. La Société des forces motrices des Alpes Maritimes est absorbée en 1905[9].

- Autre projet, en 1902, l’usine hydroélectrique au Galetas, à la sortie du canyon du Verdon, avec une hauteur de chute de 145 m et un conduite de 20 km de long, en partie creusée dans les gorges. Mais l'EELM se désengagea en 1908 au profit de la société civile des travaux hydrauliques et électriques de la Provence, ce qui stoppa les travaux.
- La première centrale en propre[10] fut construite en 1906 à Saint-Cézaire-sur-Siagne par le Groupe Giros-Loucheur, un site en projet dès le début du siècle. Mise en service en 1907 avec 350 mètres de hauteur de chute et des conduites de 80 cm de diamètre, elle avait un débit de 2,20 m3/s avec 5 groupes représentant une puissance totale de 15 000 ch[11]. Le développement de l'EELM s'accéléra au cours des huit années qui précédèrent la première guerre mondiale.

### Le réseau d'interconnexion
En 1906, la société dispose d'une usines hydrauliques et 10 centrales à vapeur. Elle est actionnaire de l'Electricité de Marseille et exploite en 1907 un réseau allant de Cannes à Menton, caractérisé par le prix de revient assez bas du courant électrique, qui s'étendra en 1921 jusqu'à Arles et Marseille à l'ouest. Son réseau d'interconnexion relie les centrales du groupe, sans associer d'autres producteurs. Dans le département des Alpes-Maritimes, ce sont surtout des petites centrales fonctionnant au fil de l’eau ou sous des chutes de quelques mètres. À l'exception des centrales de Ventavon et Bancairon, la plupart des grands ouvrages seront réalisés de 1950 à 1970 et une vingtaine de projets est à l’étude.
Le réseau de l'EELM a contribué à l'aménagement hydroélectrique Durance-Verdon, avec le site de Sainte-Tulle. Longue de 170 km, toujours en service, la ligne à haute tension de 160 000 volts sert à l’évacuation des productions hydroélectriques du Haut-Verdon et de la Tinée, qui seront cependant moins développées que le groupe ne l'avait prévu. Plus tard, la forte impédance de la ligne n’autorisera aucun transport supplémentaire, par rapport aux aménagements finalement limités qui y seront réalisés.

### Les principaux ouvrages: Ventavon, Sainte-Tulle, Lingostière, Bancairon

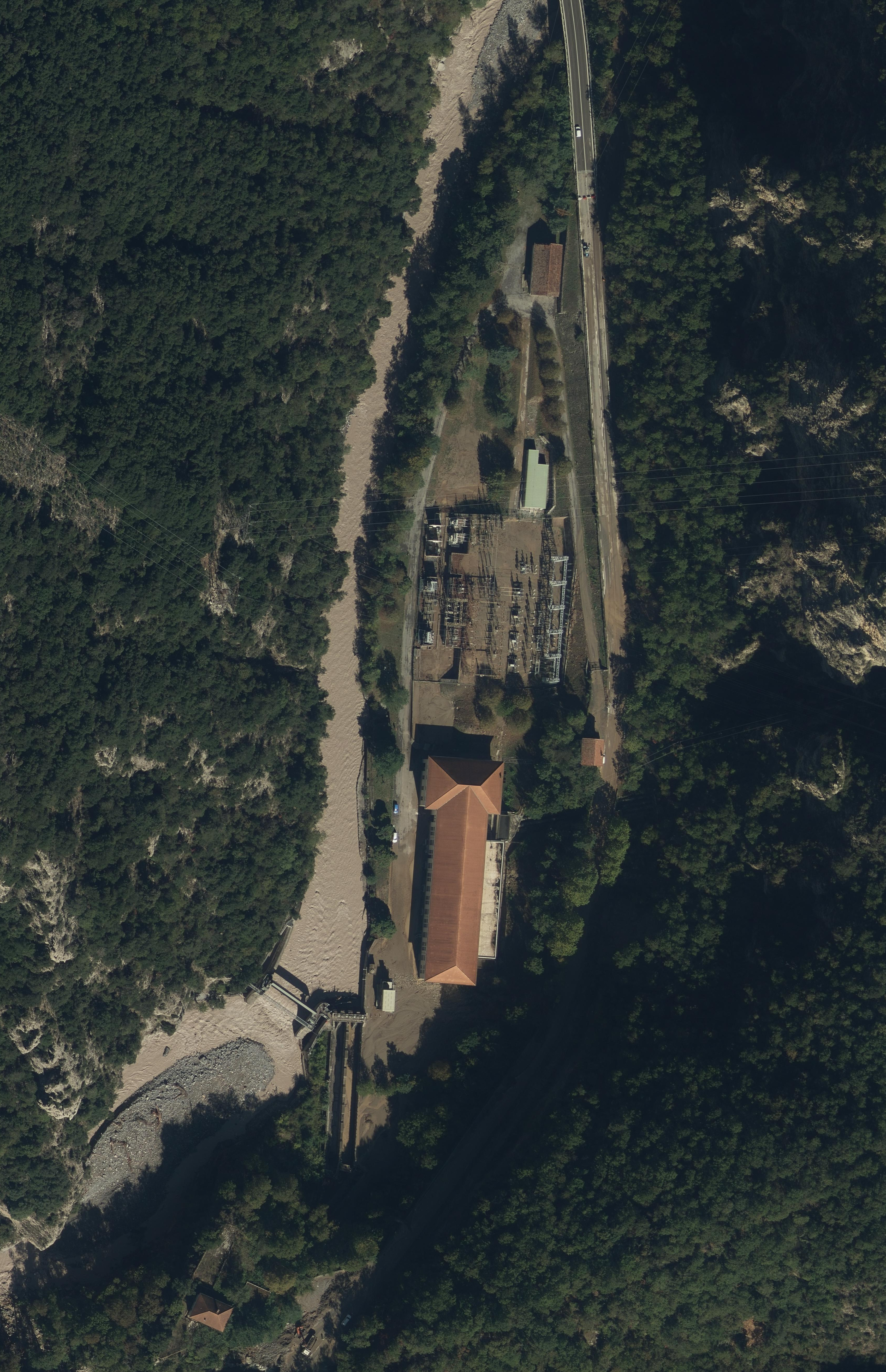
Vue aérienne de la centrale hydro-électrique du Bancairon après la tempête Alex en octobre 2020.

- Lancé en 1912, l'aménagement de Fontan est achevé le 25 janvier 1914 avec une puissance de 8 MW et constitue l'une des cinq centrales hydrauliques EDF de la vallée de la Roya[15].

- Entre 1906 et 1909, son plus gros ouvrage est la Centrale électrique de Ventavon, sur la Durance, au nord de Sisteron un peu au sud de Gap et du lac de Serre-Ponçon[16], avec une chute d'eau de 57 mètres, qui produit 23 MW[17]. Un nouveau projet, le Barrage de Beaumont-Monteux sur l'Isère,  est déposé en 1910 par Adrien Palaz, en associant la Société des Forces Motrices de la Haute Durance, mais il bute sur l'enquête publique de 1912, qui s'ajoute à celle de 1906[18]. En 1913, la Société générale d'entreprises trouve deux autres partenaires : la Compagnie électrique de la Loire et du Centre  et la Compagnie des forges et aciéries de la marine et d'Homécourt (Saint-Chamond).

- En 1919, avec un capital de 60 millions de francs et une dette moyen et long terme de 94 millions de francs, l'EELM a déjà lancé la grande usine thermo-électrique de Sainte-Tulle sur la Durance, près de Manosque[16], qui équivaut à la puissance des douze centrales construites depuis 1900. Elle héberge un site qui abritera à partir de 1922 l'un des nœuds de l'aménagement hydroélectrique Durance-Verdon, relié à l'importante centrale thermique de Lingostière, achevée en 1925 près de Nice et d'une puissance de 100 000 kV. Les deux centrales thermiques ont pour objectif de pallier la saisonnalité de la production hydroélectrique, qu'il est prévu de développer.

- En 1926, Adrien Palaz lance la compagnie dans l'édification d'un projet encore plus important, de 120 000 CV cette fois : une grande centrale hydro-électrique au Bancairon, sur la chute existant déjà dans commune de Clans, dans la vallée de la Tinée, à partir de lacs d’altitude existants[14] (Vens, Tenibres, Rabuons). Les ingénieurs prévoient, à travers les gorges du cours supérieur de la rivière, des barrages qui créeront en arrière de vastes réservoirs (Le Pra, Salso Moreno) et alimenteront à Saint-Étienne-de-Tinée une grande usine hydroélectrique utilisant l’eau des réservoirs de Rabuons, Vens, Ténibres et autres lacs de montagne. Pour faciliter les travaux, on perce à flancs de montagne le « Chemin de l’Énergie », ouvrage d’art de 8 km, dominant en balcon (2 300 m) la vallée de la Tinée de près de 1 300 mètres, taillé parfois à même la paroi, perçant tunnels dans le roc[6]. La société se heurte alors au Conseil général et à ses créanciers, dont le Crédit lyonnais, qui lui réclame une augmentation de capital, difficile à réaliser en raison d'une année de repli sur le marché boursier. Seule la Centrale hydro-électrique du Bancairon sera réalisée. L'autre partie est restée sans suite. Les banquiers insistèrent sur la question de la filialisation du Bancairon, en estimant que les frais d'une telle opération ne seraient pas élevés, afin de réserver l'investissement aux actionnaires acceptant une dose plus importante de risque industriel[19]. Cette option est finalement abandonnée, d'autres banquiers proposant simplement d'augmenter les dividendes, ce qui n'est pas retenu non plus.

### Situation avant la nationalisation
Le développement se ralentit, même si une augmentation de capital peut avoir lieu en 1928, souscrite à 55 % par les filiales. Vers 1929, Sud-Électrique est la principale filiale d'EELM et est elle-même la société mère d'une dizaine d'entreprises plus petites. Le groupe a 395 millions de francs de capital en 1944 et 635 millions de participations : il contrôle 30 compagnies dans le Sud-Est de la France, pour 162 000 abonnés. Mais l'essentiel est ensuite investi dans la distribution. En 1939, le département des Alpes-Maritimes tout entier ne tirait pas 20 000 kW de la houille blanche. L'EELM sera nationalisée comme les autres compagnies en 1946 et ses installations ont longtemps constitué l'ossature du réseau EDF de la région. L’Unité de production Méditerranée d'EDF compte 12 grands barrages de plus de 20 mètres sur les 150 grands barrages de plus de 20 mètres de hauteur.